# Ushaw Moor
Ushaw Moor – wieś w Anglii, w hrabstwie Durham. Leży 6 km na zachód od miasta Durham i 378 km na północ od Londynu. W 2001 miejscowość liczyła 5382 mieszkańców.